# Дан рачуновође
„Дан рачуновођа" је професионални празник који сваке године обиљежавају рачуноводствени стручњаци   (рачуновође) у многим земљама свијета.

## Међународни дан рачуноводства
„Међународни дан рачуноводства“ (енгл. «International Accounting Day» ) обиљежава се сваке године 10. новембра . На тај дан је 1494. године италијански математичар Лука Пачоли, који се сматра једним од оснивача модерних рачуноводствених принципа, објавио књигу „Збир аритметике, геометрије, односа и пропорција“ ( итал. «Summa de arithmetica, geometria, proportioni et proportionalità» ). 

## Дан рачуновођа у Русији
У Русији, на државном нивоу, „Дан рачуновођа“ није званично установљен. 
У пракси, овај професионални празник традиционално обиљежавају руске рачуновође сваке године 21. новембра, на дан када је предсједник Руске Федерације, Борис Јељцин, потписао Савезни закон број 129-ФЗ од 21. новембра 1996. „О рачуноводству “ (стављен је ван снаге 1. јануара 2013. године; замијењен је савезним законом број 402 од 6. децембра 2011. године). Неки извори информација такође указују на датуме прославе 25. или 28. новембра - дане званичног објављивања Савезног закона број 129-ФЗ од 21. новембра 1996. „О рачуноводству". .
Сваке године од 2000. године, истог дана, 21. новембра, Русија званично обиљежава професионални празник запослених у пореским органима Руске Федерације -       „ Дан службеника пореских органа Руске Федерације “, установљен 11. новембра 2000. године.

### Историја празника у Русији
На другом састанку Извршног комитета Конгреса рачуновођа и ревизора Русије, одржаном 21. јуна 2000. године у Москви, разматрано је питање Дана руских рачуновођа. Одлучено је да се обрати Министарству финансија Руске Федерације са захтјевом за успостављање професионалног празника „Дана рачуновођа". Предложено је да датум обиљежавања  „Дана рачуновођа" буде 21. новембар, пошто је на тај дан 1996. године предсједник Руске Федерације, Борис Јељцин, потписао савезни закон „О рачуноводству “.  .
Од 2002. године, Институт професионалних рачуновођа и ревизора Русије (ИПБ Русије) у Москви почео је да сваке године обиљежава „Дан професионалног рачуновође“ 28. новембра  (на дан објављивања Федералног закона број 129-ФЗ од 21. новембра 1996. године „О рачуноводству“), признајући овај датум као свој корпоративни празник на основу одлуке Предсједничког савјета ИПБ Русије од 29. маја 2002. године (Записник број 05/-02 од 29. маја 2002. године). .
Министарство финансија Руске Федерације је 2014. године започело процес одређивања званичног датума прославе „Дана руског рачуновође“ , али он никада није завршен.

### Дан рачуновођа у регионима Русије
У неким конститутивним ентитетима Руске Федерације установљени су датуми за прославу „Дана рачуновође" на регионалном нивоу:
- „Дан рачуновође Јарославске области“ – сваке године прве недјеље априла (од 1996. године);
- „Дан рачуновође Волгоградске области“ – 1. новембра;
- „Дан рачуновође Краснојарске територије" - 12. новембра;
- „Дан петербуршког рачуновође" - 15. новембра;
- „Дан московског рачуновође“ – 16. новембра;
- „Дан рачуновође Татарстана“ – посљедњи петак у новембру;
- „Дан ревизора и рачуновође Краснодарске територије“ – прва недјеља децембра (од 2007. године);
- „Дан рачуновође на Пермској територији“ – 19. новембра (од 2021.).

## Дан рачуновођа у другим земљама
- Киргизија — „Дан рачуновођа и ревизора Републике Киригистан„ — 3. април (од 2005. године)[4];

- Украјина — 16. јула;
- Казахстан — 6. октобра;
- Молдавија — 4. априла.

## Линкови
- Галина Миловидова, Константин Полтавски . Професионални календар за новембар 2019. Информативно-правни портал „ Гарант.ру “ // гарант.ру (25.10.2019.)